# 원평초등학교 (전북)
원평초등학교는 대한민국 전북특별자치도 김제시에 있는 공립 초등학교이다.

## 학교 연혁
- 1915. 08. 09 설립 인가(사립 계성학교 폐교)
- 1915. 10. 02 원평공립보통학교 개교 (40명 1학급)
- 1941. 04. 01 원평공립국민학교로 개명
- 1948. 04. 01 금산국민학교 분리
- 1966. 03. 01 금남국민학교 분리
- 1981. 03. 09 원평국민학교 병설 유치원 개원
- 1992. 03. 01 화율국민학교 분교로 편입
- 1996. 03 .01 원평 초등학교로 교명 개칭
- 1998. 10. 31 농어촌 시설 현대화학교 준공 (교사동 3,537m2, 체육관동 1,452m2)
- 2005. 03. 01 화율분교 본교 승격 분리
- 2007. 09.28 전북교육청 지정 평생교육 시범학교운영(후속) 보고회
- 2011. 03. 01~현재 사교육절감형 창의경영학교 운영
- 2013. 02. 15 제95회 졸업-졸업생 46명(12,713명)
- 2013. 09. 01 제37대 엄정준 교장 부임

## 참고 자료
- 원평초등학교 - 한국교육학술정보원 학교알리미